# Lijst van nummer 1-hits in de SLAM!40 in 2012
Deze hits stonden in 2012 op nummer 1 in de SLAM!40 van SLAM!FM:
| Datum        | Artiest                        | Titel                                    |
| ------------ | ------------------------------ | ---------------------------------------- |
| 6 januari    | Sandro Silva & Quintino        | Epic                                     |
| 13 januari   | Sandro Silva & Quintino        | Epic                                     |
| 20 januari   | Flo Rida & Sia                 | Wild Ones                                |
| 27 januari   | Sandro Silva & Quintino        | Epic                                     |
| 3 februari   | Flo Rida & Sia                 | Wild Ones                                |
| 10 februari  | Flo Rida & Sia                 | Wild Ones                                |
| 17 februari  | Flo Rida & Sia                 | Wild Ones                                |
| 24 februari  | Rihanna & Jay-Z                | Talk That Talk                           |
| 2 maart      | Rihanna & Jay-Z                | Talk That Talk                           |
| 9 maart      | DJ Fresh & Rita Ora            | Hot Right Now                            |
| 16 maart     | DJ Fresh & Rita Ora            | Hot Right Now                            |
| 23 maart     | Afrojack & Shermanology        | Can't Stop Me                            |
| 30 maart     | Lil Wayne featuring Bruno Mars | Mirror                                   |
| 6 april      | DJ Fresh & Rita Ora            | Hot Right Now                            |
| 13 april     | DJ Fresh & Rita Ora            | Hot Right Now                            |
| 20 april     | DJ Fresh & Rita Ora            | Hot Right Now                            |
| 27 april     | DJ Fresh & Rita Ora            | Hot Right Now                            |
| 4 mei        | DJ Fresh & Rita Ora            | Hot Right Now                            |
| 11 mei       | Carly Rae Jepsen               | Call Me Maybe                            |
| 18 mei       | Carly Rae Jepsen               | Call Me Maybe                            |
| 25 mei       | Rihanna                        | Where Have You Been                      |
| 2 juni       | Flo Rida                       | Whistle                                  |
| 9 juni       | Flo Rida                       | Whistle                                  |
| 16 juni      | Flo Rida                       | Whistle                                  |
| 23 juni      | Rudimental & John Newman       | Feel the Love                            |
| 30 juni      | Rudimental & John Newman       | Feel the Love                            |
| 7 juli       | Rudimental & John Newman       | Feel the Love                            |
| 14 juli      | Tacabro                        | Tacatà                                   |
| 21 juli      | Tacabro                        | Tacatà                                   |
| 29 juli      | Tacabro                        | Tacatà                                   |
| 6 augustus   | will.i.am & Eva Simons         | This Is Love                             |
| 13 augustus  | Otto Knows                     | Million Voices                           |
| 20 augustus  | Otto Knows                     | Million Voices                           |
| 27 augustus  | Otto Knows                     | Million Voices                           |
| 3 september  | Asaf Avidan                    | One Day / Reckoning Song (Wankelmut Rmx) |
| 10 september | Asaf Avidan                    | One Day / Reckoning Song (Wankelmut Rmx) |
| 17 september | Asaf Avidan                    | One Day / Reckoning Song (Wankelmut Rmx) |
| 24 september | Swedish House Mafia            | Don't You Worry Child                    |
| 1 oktober    |                                |                                          |
| 8 oktober    |                                |                                          |
| 15 oktober   |                                |                                          |
| 22 oktober   |                                |                                          |
| 29 oktober   |                                |                                          |
| 5 november   |                                |                                          |
| 12 november  |                                |                                          |
| 19 november  |                                |                                          |
| 26 november  |                                |                                          |
| 3 december   |                                |                                          |
| 10 december  |                                |                                          |
| 17 december  |                                |                                          |
| 24 december  |                                |                                          |
| 31 december  |                                |                                          |